# Diari Oficial de la Generalitat de Catalunya
El Diari Oficial de la Generalitat de Catalunya (abreujat DOGC) és el mitjà de publicació oficial de les lleis de Catalunya i de les normes, les disposicions de caràcter general, els acords, les resolucions, els edictes, les notificacions, els anuncis i els altres actes de l'Administració i del Govern de Catalunya, per tal que produeixin els efectes jurídics corresponents. L'Entitat Autònoma del Diari Oficial i de Publicacions de la Generalitat de Catalunya és l'encarregada d'exercir les funcions tècniques, econòmiques i administratives relacionades amb l'edició, la distribució i la venda del DOGC.
L'estructura del DOGC es presenta en les cinc seccions bàsiques següents:
1. Disposicions
2. Càrrecs i personals
3. Concursos i anuncis
4. Administració local
5. Administració de justícia

El DOGC, originalment, apareixia diàriament de dilluns a divendres no festius, tant en edició en català com en castellà. Actualment, es publica només a Internet amb caràcter oficial i autèntic, de forma universal i gratuïta.

## Història
El Diari Oficial de la Generalitat de Catalunya té els seus antecedents històrics en el Butlletí de la Generalitat de Catalunya, el número 1 del qual aparegué el 3 de maig de 1931 amb el restabliment de la Generalitat, després de la instauració de la República espanyola a conseqüència de les eleccions municipals del 12 d'abril del mateix any.
A partir del 31 de desembre següent es titulà Butlletí Oficial de la Generalitat de Catalunya, fins que, el 26 d'agost de 1936, esdevingué Diari Oficial de la Generalitat de Catalunya. El darrer número d'aquesta època fou publicat el 26 de gener de 1939, el dia de la caiguda de Barcelona a mans de les tropes franquistes.
Exiliats els membres del Govern de la Generalitat i els diputats del Parlament de Catalunya, l'òrgan oficial deixà d'aparèixer. De tota manera, la voluntat de supervivència a l'exili es manifestà en l'edició de tres números que sortiren amb la mateixa capçalera del Diari Oficial, publicats pel president Josep Tarradellas a França. El número 1 porta data de juny de 1956; el número 2, de maig de 1977, i el número 3, d'agost del mateix any.
Amb el restabliment de la Generalitat de Catalunya el 29 de setembre de 1977, s'inicià la segona època de la Generalitat contemporània i es reprengué la publicació del DOGC: el 5 de desembre de 1977 va aparèixer el primer número, amb la publicació del Reial decret 41/1977, de 29 de setembre, de restabliment provisional de la Generalitat de Catalunya, i el nomenament de Josep Tarradellas com a President de la Generalitat i de Frederic Rahola i d'Espona com a conseller de Governació i els decrets d'estructura del Govern de la Generalitat provisional i nomenament dels consellers. En el número 2, de 12 de gener de 1978, es va publicar, entre d'altres, l'Ordre del President de la Generalitat de Catalunya per la qual s'oficialitzava la represa de la publicació del Diari Oficial, i es feia extensiva al número 1, ja editat.
A data de 31 de desembre de 2005 s'havien publicat en el DOGC de la segona època (1977) 391.229 documents.
El 29 de juny de 2007 va sortir publicat el darrer exemplar del diari en format paper. D'aleshores ençà només és accessible únicament per Internet. No obstant aquests canvis, qualsevol ciutadà o ciutadana pot sol·licitar sempre que ho desitgi una còpia en paper.
A partir de l'octubre de 2017, arran de l'aplicació de l'article 155 de la Constitució Espanyola, les decisions sobre Catalunya preses pel govern de Mariano Rajoy es van publicar temporalment al Butlletí Oficial de l'Estat.
- 1r núm. al Diari Oficial de la República Catalana 
 (16 abril 1931)
- 1r núm. del Butlletí de la Generalitat de Catalunya 
 (3 maig 1931)
- 1r núm. a la Generalitat restaurada 
 (5 desembre 1977)
- Renovació del disseny  
 (a partir de 1987)
- Renovació del disseny  
 (a partir de 1998)

## Accés i consulta del DOGC
La llei 2/2007, de 5 de juny, del Diari Oficial de la Generalitat de Catalunya, disposa en l'article 2.3 :"El DOGC és un servei públic d'accés universal i gratuït. Es garanteix el dret dels ciutadans a accedir gratuïtament als documents que hi són publicats i a una base de dades que en faciliti la consulta".
Des de 2007, la versió en paper fou substituïda íntegrament per l'electrònica. Tots el butlletins complets que s'han publicat des de 1977 són accessibles gratuïtament des de la web del DOGC.

## Directors
- Vicenç Munné i Fité, 16.3.1933 - 26.1.1939

- Ricard Lobo i Gil, 2.11.1978 - 30.11.2005

- Raimon Carrasco i Nualart, 15.12.2005 - 28.12.2006

- Xavier Guitart i Domènech, 29.12.2006 - 31.1.2008

- Rosa Pascual i Martínez, 1.2.2008 - 10.1.2011

- Jordi Miró i Meix, 11.1.2011 - 20.3.2013

- Jaume Domingo i Planas, 21.3.2013 - 15.6.2021

- Joan Domènec Abad i Esteve, 16.6.2021 - 22.10.2024

- Carme Carmona Pascual, 23.10.2024 -[5]